# Севастијан Јовић
Севастијан (Милојевић) Јовић (Дрниш, 17. септембра 1882 - 15. јуна 1941) је био јеромонах, настојатељ манастира Крке (1916-1923) и Драговића (1924-1933).
Рођен је у Дрнишу, где је стекао Основно образовање. Примљен је за ђака у манастиру Крка (1898) на предлог епископа Никодима Милаша. Године 1901. ступио је као ванредни слушалац у богословску школу у Задру. Замонашен је 22. фебруара 1904. у манастиру Крки. У чин јерођакона рукоположио га је епископ Никодим Милаш 27. фебруара 1904, а дан касније и за јеромонаха. Био је монах Манастира Крке и Крупе.
Године 1906. поверена му је администрација парохије у родном Дрнишу, а за његова времена освештана је и нова црква у Дрнишу. Од 1909. до 1914. поверена му је парохија броћаначка са градом Сплитом. У Сплиту је основано друштво "Српска слога". Из Броћанца, напосредно пред Први свјетски рат, године 1914. враћен је у Манастир Крку, а од 1916. до 1923. поверена му је управа над тим манастиром. Радио је на обнови Манастира Драговића.
Убиле су га усташе и бациле у јаму Кљакачког рудника под Промином.

## Извори
1. ↑  Radojčić, Jovan S. (2009), Srbi zapadno od Dunava i Drine: biografije. 2: I - O, Prometej, ISBN 978-86-515-0316-3
2. ↑  „Севастијан Јовић”. tromedja.com. Приступљено 2025-08-16.